# Lievin (Vorname)
Lievin ist ein männlicher Vorname.

## Herkunft und Bedeutung
Der Name wurde im Flämischen verwendet und ist die flämische Form von Leobwin. Dieser germanische Name leitet sich von den Elementen leub (geliebt, teuer, lieb) und win (Freund, Förderer) ab und macht ihn zu einem Verwandten von Leofwine.

## Bekannte Namensträger
- Liévin Lerno (1927–2017), belgischer Radrennfahrer
- Lievin de Winne (1821–1880), belgischer Maler